# BEP Empire/Get Original
«BEP Empire/Get Original» — дубль-А сингл группы Black Eyed Peas, первый из их второго студийного альбома Bridging the Gap.

## Видеоклипы

### BEP Empire
Идея клипа состоит в том, что он предстаёт в образе рекламного ролика, и группа в нём рекламирует продукт «Hip Hop». Также в это время другая версия песни была сделана на основе сотрудничества с группой 311, хотя она никогда не была выпущена.

### Get Original
Клип снят в каньоне, где Black Eyed Peas поют и танцуют брейк. Рэпер Chali 2na не присутствует в клипе, и за него рэп читает Taboo.

## Список композиций
Сторона A
1. «BEP Empire» (радио версия)
2. «BEP Empire» (альбомная версия)
3. «BEP Empire» (инструментальная версия)

Сторона B
1. «Get Original» (радио версия)
2. «Get Original» (альбомная версия) (при участии Chali 2na)
3. «Get Original» (инструментальная версия)

## Чарты
| Чарт (2000)               | Наивысшая позиция |
| ------------------------- | ----------------- |
| Billboard Hot Rap Singles | 44                |